# Jobbágytelke
Nem összetévesztendő a hasonló nevű Jobbágyfalva faluval.
Jobbágytelke (románul Sâmbriaș) falu Romániában Maros megyében. Közigazgatásilag Székelyhodos községhez tartozik.

## Fekvése
Marosvásárhelytől 24 km-re északkeletre fekszik. Községközpontjától Székelyhodostól 3 km-re a Tar-bükk alatt fekszik a Hódos-patak völgyében.

## Története
Jobbágytelke hagyomány szerinti eredeti lakói görgényi várjobbágyok voltak. A falut 1567-ben Jobagijtelke néven említik.
Későbbi névváltozatzai:  1580-ban Jobbagithelke, 1590-ben Jobagytelke, 1602-ben Jobbagytelke, 1808-ban és 1913-ban Jobbágytelke.
1719-ben a lakosság több mint fele pusztult el pestisben. 1910-ben 1091 magyar katolikus lakta. A trianoni békeszerződésig Maros-Torda vármegye Nyárádszeredai járásához tartozott. 1992-ben 861 lakosából 844 magyar, 13 cigány és 4 román volt.
1959. január 4-én 90 taggal alakult meg a Jobbágytelki Népi Együttes. Vezetője Balla Antal, kórusvezető Nagy Ferenc lett.

## Látnivalók
- Római katolikus temploma 1781 és 1786 között épült, ezt 1982-ben az új templom építésekor lebontották.
- Híres népi együttese van
- Balla Antal Jobbágytelki Tájház
- Jobbágytelki Falumúzeum http://www.falumuzeum.eu)

## Kapcsolódó lapok
Bartók Béla Jobbágytelkén gyűjtötte többek között a következő népdalokat:
- A malomnak nincsen köve
- Erdő, erdő, erdő
- Már minálunk, babám